# 9956 Castellaz
9956 Castellaz là một tiểu hành tinh vành đai chính. Nó bay quanh Mặt Trời theo chu kỳ 3.29 năm.
Được phát hiện ngày 5 tháng 10 năm 1991 bởi L. D. Schmadel và F. Borngen Tên chỉ định của nó là "1991 TX4". It was later renamed "Castellaz" after German physicist Peter Castellaz.